# Lovers Music
Lovers Music（ラヴァーズ・ミュージック）は、全国のJFN系列で放送されていた、ラブソング推薦選曲番組。

## 概要
- 毎日アーティストや一般の聴取者が推薦するラブソング1曲を紹介する番組。
- 以前放送されていたBRAND NEW HITS!とは曲を毎回一曲ずつ流す所は同じだが、後者は新譜を中心にした番組のため内容、コンセプトは大きく違う。
- オープニングで使用されていたBGMは、映画「君がいた夏」（主演：ジョディー・フォスター）のサウンドトラックの「Stealing Home」の収録曲「Home Movies」であると、DJの杉山明子本人から明らかにされた。問い合わせが多かったとのことで、直接番組内で回答している。

## 放送時間
- 月曜日 - 金曜日20:55 - 21:00
  - FM徳島 - 毎週月曜日 - 金曜日 10:55 - 11:00

## DJ
- 杉山明子